# Arctosa capensis
Arctosa capensis är en spindelart som beskrevs av Roewer 1960. Arctosa capensis ingår i släktet Arctosa och familjen vargspindlar. Inga underarter finns listade i Catalogue of Life.